# Opuntia depressa
Opuntia depressa är en kaktusväxtart som beskrevs av Joseph Nelson Rose. Opuntia depressa ingår i släktet fikonkaktusar, och familjen kaktusväxter. Inga underarter finns listade i Catalogue of Life.